# 江戸川学園取手中学校・高等学校
江戸川学園取手中学校・高等学校（えどがわがくえんとりでちゅうがっこう・こうとうがっこう）は、茨城県取手市西に所在し、中高一貫教育を提供する私立中学校・高等学校。
高等学校において、中学校から入学した内部進学の生徒と高等学校から入学した外部進学の生徒のの間で、普通科コースでは第2学年から、医科コースと東大コースは第1学年から、混合してクラスを編成する併設混合型中高一貫校。
通称は「江戸取」（えどとり）で、学校側も進んで使用している。

## 概要
1978年（昭和53年）、「規律ある進学校」として学校法人江戸川学園により創立。真に「心豊かなリーダーの育成」を目指している。また、独自の道徳教育を実践しており、「心力」を養うため、学習指導要領に基づきながら教師の講話を通した授業が行われている。
江戸川学園取手中学校・高等学校という名称であるが、利根川の真横にある。これは、校名が立地ではなく学校法人名に由来していることによる。
2014年4月には江戸川学園取手小学校（取手市立野々井中学校跡地）が開校し、茨城県初の小中高一貫校となった。
学校法人江戸川学園が設置する大学に江戸川大学があるが、江戸川学園取手高等学校から学内推薦枠を希望する生徒はいなく、また学校としても他大学の受験を奨励する傾向がある。なお、姉妹校に江戸川女子中学校・高等学校（東京都江戸川区）がある。

## 教育理念
建学の精神
「自由と誇りを基調とした教育を行い、教養ある堅実な人材を育成する」
スクール・ミッション、スクール・ポリシーを、スクールミッション、グラデュエーション・ポリシー、カリキュラム・ポリシー、アドミッション・ポリシーに分けて定めている。

## 校則など
開校以来「規律ある進学校」を目指しており、規律面に関しては、校則や服装の規定が他校と比較してとても厳格である。具体例としては、学校と取手駅の間は指定されたルートを歩かなければならないことが挙げられる。
また、本校は携帯電話の使用については大変厳しく、現在は許可を取れば勉強を目的とする場合のみ携帯電話を使用することが認められるようになったが、かつては携帯電話の使用は一切禁止であった。また、同校は先述した実践五項目の中の一つにあるように、「挨拶」が励行されている。そのため、生徒と教師の間では頻繁に挨拶が交わされている。
2022年度に校長が変わり校則の多くが改定された。これにより服装に関してはジェンダー平等を実現するために男女の制服による差異が減らされるようになった。

## 心の教育
社会との関わりや、学校という集団生活を通して、生徒たちが主体性を発揮し、人間性の陶冶に努めさせ、人間としての生き方の自覚を深めさせていく、といったことを目標としている。現在の道徳の授業では「人格の完成」を目指し、ベテランの教員が「福祉社会について」、「公共心・公徳心を養うために」などの講話を行っている。
65分を1回として、中1は年間17回、中2･中3は年間25回、高1の高入生は8回実施する。また、道徳授業を引き継ぐ形でLHRおよび合同HRを行う。

### 道徳授業
教師の講話にあたり、テーマを生徒たちに周知させ、じっくり考えさせたり、家庭で話し合いをさせたり、資料を調べさせたりして、道徳の授業への参加意識を高めさせる。
授業形態は講話30分、話し合いと意見発表30分、まとめ５分を基本とし、生徒たちにじっくりと考えさせる。
「道徳のノート」へ記録させ、授業の要点を整理し、自分の考えや感想を書き、木曜日に提出する。毎回ノート15行以上の分の感想文を書いた上で提出する。将来の自己実現に向けての大切な記録とする。
担任の先生は個々の個性を尊重し、できるだけ生徒の良い点前向きな点を評価し、適切なコメントを書いて返却する。

### LHR
道徳授業とは別に、全学年の各クラスで実施されるロングホームルームでは、各クラスの担任によってこれが行われる。感想文を15行以上の分を描いた上で提出する点は同様。
なお、かつて高橋鍵彌が校長の職にあった頃は、中学1年および高校1年の、高校からの入学者に対して、“彼自身による講話”という道徳の授業が行われていた。生徒はこれを速記し、ノートに清書した上で感想を書き記して提出するというシステムを取っており、ノートに感想文を書くという点は現在も引き継がれている。履修時間の不足という問題（2006年の単位履修不足問題において、中等部に関しても時間数の不足が指摘された）に対応する必要が生じたことから授業方針が変更されている。
現在ではLHRを1単位、総合的な学習の時間を2単位とし履修単位の不足を補っている。

## 教育内容

### 課業
基本的に45分授業である。
講義一辺倒の授業ではなく、双方向授業を取り入れ、思考力や応用力を培う。

### 編成

#### 高校
1993年（平成5年）に普通コースに加えて医科コースが設置された。一年次より編成され、3年間、少人数クラスの持ち上がりである。高2で文系・理系に分かれ、高3で志望大学別のクラス編成となる。
医科コースでは理科3科目（生物・化学・物理）がカリキュラムで必修となっており、大学入学共通テストにおける理科3科目（化学・物理・生物）に対応した授業など、医学部合格者を増やす努力をしている。また、第2,3学年において3組が東大理系クラスで4組が東大文系クラスであり、東大合格を目指して三年次には多くの東京大学の過去問や東大実戦模試の過去問を授業で扱う。なお、東大クラスに入ると東京大学以外の大学での学校推薦型入試は利用できなくなる。

#### 中学
2016年度から医科ジュニアコース、東大ジュニアコース、難関大ジュニアコースの3コース制となった。
中3時で国数英はほぼ高等学校の学習指導要領に入る。

## 校舎
開校後数度に亘り増築がされており、各棟の特徴に差異がある。

### 1号棟
- 鉄筋コンクリート地上3階建て。半2階で管理棟と接続する。1フロアに4教室が配置されており、主に高等部1年生の教室として使用される。
- 開校前、学校新設準備室が1階の一番土手よりにあった。

### 2号棟
- 鉄筋コンクリート地上3階建て。半2階で管理棟と接続する。また、2階で部室棟と接続する。1フロアに4教室が配置されている。
- 基本的に1号棟と共通設計であり、高等部2年生の教室として使用される。
- 避雷針の関係で、塔が校舎と独立している。

### 3号棟
- 鉄筋コンクリート地上5階地下1階建て。半2階で管理棟と接続する。また、半地下1階で下足室に接続する。
- 1フロアに4教室がL字型に配置されている。上層階は高等部3年生の教室として使われるが、中等部3年生の一部クラスがこの校舎の下層階に入る。
- 1階にも2019年度から中等部3年生の教室があり、地下1階には校内へ水を供給する貯水タンクがある。

### 管理棟
- 鉄筋コンクリート地上3階建て。2階で講堂と接続する。2006年度より3階全フロアーに校長室、同夏休み明けより2階部分に中等部職員室ができた。また、作法室の跡地に生徒指導室と会議室を新設した。

### 体育館
- 一般的な体育館とほぼ同様の構造であり、食堂と第二体育館の間にある。

### 第二体育館
- 鉄筋コンクリート地上2階建て。1階は第二体育館、2階が武道場となっている。元々は1階が温水プールだった。現在はプールを第二体育館として使用しており、ボイラー室は卓球部部室、監視室やシャワー室は倉庫となっている。
- 開校当初のプール予定地は、プレハブの教室が2クラスあり、3号棟が出来るまでの一時期利用されていた。

### 中学校校舎
- 鉄筋コンクリート地上4階建て。教室は2階から4階に配置され、3階で講堂と接続する。中学1・2年の全クラスが入り、3年生は上述の通り、3号棟に入る（3年生のクラスがこちらにあった時期もある。また、3年のクラスの一部はこちらにある）。
- 現在保健室がある1階は、講堂完成前は中学職員室があり、その後CAI室を経て、保健室になった。また、4階講堂寄りには美術室があったが、その隣の2教室はロビーと併せて中講堂とされていた。そのため通常の教室となった現在も廊下と同じ床材である。
- 新築当時は他の校舎と同じで白1色だった。

### オーディトリアム
- 鉄筋コンクリート地上4階地下2階。中等部職員室および校長室は講堂内にあったが2006年度夏休み明けより管理棟に移った。旧中等部職員室は応接室に、旧校長室は視聴覚室となっている。
- この講堂は卒業式等の校内式典に使用されるだけでなく、著名人を招待しての講演会や演奏会にも用いられる。

### グリーンハウス（部室棟）
- 後援会により建設・寄贈された。
- 鉄筋コンクリート地上3階。その名から当初は全面緑色に塗られていたが、塗装変更により現在は白色に緑の帯となっている。
- 主に体育部の部室として用いられる。3階が弓道場になっている他、1階にトレーニングルームを配置する。

### コミュニティーホール（食堂）
- 管理棟と体育館の中間に位置する。
- 廊下を挟んだ反対側に被服教室、技術教室、調理実習室と食堂の売り場が置かれており、管理棟寄りの方向に購買部が置かれている。また、調理実習室の上階は音楽室である。

### 自然科学棟
- 2008年3月竣工、同年5月から利用されている。
- 1号棟、2号棟に接続する。
- 1階は駐車場になっている。2階に中等部理科室と化学実験室、3階に物理実験室と生物実験室がある。4階に図書館がある。

### SAKURAアリーナ
開校40周年を記念して建設された体育館。
- 2020年4月竣工、同年6月から利用されている。
- 1階に駐車場と陸上競技用トラックが設置されている。雨天時はそこで体育の授業が行える。
- 2階に武道場・ダンス室・卓球場、3階にメインアリーナ(体育館)・ロッカールーム（更衣室）、4階に観客席が置かれている。

### 6つのタワー
- 1号棟（貯水槽）
- 2号棟（避雷針）
- 3号棟（避雷針）
- 中等部校舎（貯水槽）
- オーディトリアム（51mタワー）
- 自然科学棟

陶芸教室が置かれていた1号棟および2号棟の南側に設置し、陶芸教室は先に別の場所に移動された。

## 交通
- JR常磐線取手駅より徒歩25分。または江戸川学園行きバスで5分〜10分程
- 関東鉄道常総線寺原駅から徒歩で25分。
- 首都圏新都市鉄道つくばエクスプレス守谷駅から江戸川学園取手中・高等学校行きバスで20分。

## 沿革
- 1976年（昭和51年）：学校法人江戸川学園が、茨城県知事に江戸川学園取手高等学校の設置認可を申請する。
- 1978年（昭和53年）：江戸川学園取手高等学校が開校する。
- 1980年（昭和55年）：野球部が第62回全国高等学校野球選手権大会に出場。
- 1987年（昭和62年）：江戸川学園取手中学校が開校する。
- 1989年（平成元年）：高等部の入学試験からスポーツ推薦枠を廃止。
- 1994年（平成6年）：高等部に医科歯科コースを設置（後に医科コースへ改称）。
- 1995年（平成7年）：初めて東京大学理科三類への現役合格者を輩出。薬学部へ進学。
- 1996年（平成8年）：第16回全国高等学校クイズ選手権に茨城県代表として出場。
- 2017年（平成29年）：創立40周年記念式典が行われる。

## 部活動
野球部は、設立から3年目の1980年夏（第62回）に甲子園に出場している。
また、アメリカンフットボール部が茨城県の高校では唯一、関東高校アメリカンフットボール連盟に加盟している。
この他チアリーダー部は2015年の国際大会で優勝した。
文化系の部活では、ディベート部が全国中学・高校ディベート選手権（ディベート甲子園）に例年参加しており、第1回大会の優勝校でもある。ディベート部は一時期部員がいない時期があったが、復活している。

## その他
- 2006年の単位履修不足問題において本中学校では芸術や道徳の授業の未履修、高校においては倫理の授業など履修していない科目も含め、すべての教科が履修時間に達していないとして、茨城県教育委員会より指摘された。
- 学校側は徒歩を推進しており、入学時に生徒に「徒歩カード」が配布され、2.5km（JR常磐線取手駅〜学校までの距離）を歩く度に1ポイント貯まる。完歩すると「完歩賞」として終業式等にて呼名される。

## 著名な出身者
- 窪田義行（将棋棋士七段）
- 梅田悟司（コピーライター）
- 中村慶子（NHKアナウンサー）
- 長島瑞穂（元秋田テレビアナウンサー）
- 広瀬麻知子（元静岡朝日テレビアナウンサー）
- 山崎ケイ（お笑い芸人、相席スタート）
- 長友美貴子（フリーアナウンサー）
- 雲丹うに（アイドル、タレント）
- 水沼秀幸（衆議院議員）

## 系列校
- 江戸川大学
- 江戸川学園おおたかの森専門学校
- 江戸川女子中学校・高等学校
- 江戸川学園取手小学校